# Големаново кале
Големаново кале е късно-антично укрепено селище и се намира на 2.7 км югоизточно по права линия от центъра на село Садовец, Община Долни Дъбник.

## Местоположение
Изградено е на отвесния и скалист десен бряг на река Вит в местността Студенец. То е част от по-голяма и по-сложна отбранителна система, включваща още двубазисната крепост Садовско кале – Кожухарско кале, съединени със земния вал Шарамполя и крепостта Гораново кале. Целият комплекс е разположен на важен кръстопът на пътища с посока север-юг и запад-изток.

## Проучвания
Селището е проучено по инициативата на Немския археологически институт през периода 1934 – 1937 г. чрез редовни археологически разкопки, проведени от български и западни археолози като Иван Велков и Г. Берсу. През 1979 г. частични проучвания прави и Хенриета Тодорова.

## Открития
Укрепено селище Големаново кале има неправилна форма и заема обща площ от 15 дка. От тях около 12 дка са изцяло застроени от близо наредени една до друга сгради с верижен план. В северния район е изградена еднокорабна, едноапсидна църква с притвор на запад, с приблизителни размери 10х20 м. Втора църква била изградена и в най-западната част на крепостта. Три последователни крепостни стени преграждат достъпа от север, изток и запад, а от юг са високи отвесни скали. Към стените са изградени крепостни кули, а на места е изрязан и скалният масив. Укрепителните съоръжения са разположени главно в северната част на крепостта, откъдето е най-уязвима.

## Датировка
Големаново кале е изградено през V век. Градоустройството и укрепителната система ясно разкриват ранновизантийския характер на крепостта. През своето съществуване преживява опожаряване и преизграждане. Окончателното му разрушаване се преписва на аварите в края на VI век. Дебелите опожарени пластове и откритите многобройни върхове от стрели, свидетелстват за водената там битка. В някои от жилищата са намерени и скелети на хора, които не са успели да се спасят. При разкопките са разкрити над 50 монетни съкровища и много луксозни предмети, които са били укрити именно във връзка с нападението. Още през 30-те години, немските археолози определят откритите златни накити и украшения като готски. Изказано е предположение, че в целия отбранителен комплекс са били засени готи като федерати на Източната римска империя, натоварени с охраната на района.

## Днес
Днес Големаново кале се разкрива в руиниран вид над терена, а голямата западна кула, изградена на доминираща височина на терена, е запазена до 4 – 5 м и маркира отдалече цялата укрепителна система. Дивата природа на каньона, крепостите в региона, средновековният манастир, скалните пещери, както и близостта на река Вит, предразполагат туристите да посетят района. Затова и Големаново кале край село Садовец е поставено сред сред десетте непознати археологически обекти в България.

## Галерия
- поречието на Вит
- въжен мост на река Вит
- каньона на река Вит
- кулата на манастира
- местността Студенец
- долината на Вит